# Charles Clark
Charles Clark (ur. 10 sierpnia 1987) – amerykański lekkoatleta, sprinter.

## Osiągnięcia
- 6. miejsce podczas mistrzostw świata (bieg na 200 m, Berlin 2009)
- medalista mistrzostw kraju oraz mistrzostw NCAA

## Rekordy życiowe
- bieg na 200 m – 20,22 (2008) / 20,00w (2009)
- bieg na 300 m – 32,86 (2011)
- bieg na 400 m – 45,30 (2008)
- bieg na 200 m (hala) – 20,50 (2008)
- bieg na 400 m (hala) – 46,50 (2014)